# Heidemarie Lüth
Heidemarie Lüth (* 24. September 1946 in Stralsund) ist eine deutsche Politikerin der Partei Die Linke, zuvor PDS und SED. Von 2005 bis 2011 war sie Beigeordnete für das Dezernat Soziales, Jugend und Familie, Gesundheit, Kultur und Sport der Stadt Chemnitz.

## Ausbildung/Beruf
1965 schloss sie die Schule mit dem Abitur ab. Von 1965 bis 1969 studierte sie an der Karl-Marx-Universität Leipzig. Danach war sie bis 1984 als Lehrerin für Geschichte und Staatsbürgerkunde tätig, dann von 1984 bis 1989 Direktorin. Anschließend arbeitete sie bis Januar 1990 als erste Sekretärin der Kreisleitung der SED Leipzig/West.
Darauf folgend arbeitete sie politisch für die aus der SED hervorgegangene PDS. Als die PDS erstmals in den Deutschen Bundestag einzog, wurde sie als Mitarbeiterin der Bundestagsabgeordneten (MdB) Barbara Höll (PDS) eingestellt.

## Familie
Heidi Lüth ist verheiratet und hat drei Kinder.

## Partei
1975 wurde Lüth Mitglied der SED. Als auf dem außerordentlichen Parteitag die SED-PDS hervorging, entschied sie sich, sich politisch für die neue, linke Partei zu engagieren. Sie ist heute Mitglied der Partei DIE LINKE und im Stadtvorstand des Chemnitzer Stadtverbands.

## Abgeordnete
1990 wurde sie Stadtverordnete der Stadt Leipzig. 1994 wurde sie in den Deutschen Bundestag gewählt. Als die PDS 1998 erstmals mit 5,1 Prozent Fraktionsstatus erhielt, konnte die Partei Ausschussvorsitzende bzw. stellv. Ausschussvorsitzende stellen. Die PDS-Bundestagsfraktion benannte Heidemarie Lüth als Vorsitzende des Petitionsausschusses. 
Heidemarie Lüth wurde stets über die Landesliste Sachsen in den Bundestag gewählt. Sie gehörte dem Parlament von 1994 bis 2002 an. Als die PDS 2002 den Fraktionsstatus verfehlte, schied Lüth aus dem Parlament aus.